# UB-106号潜艇
陛下之UB-106号艇是德意志帝国海军于第一次世界大战期间建造的其中一艘UB-III型近岸潜艇或称U艇。它由汉堡的布洛姆与福斯船厂承建，于1917年7月21日新船下水，至1918年2月7日交付使用。其全长55.3米，水面及水下排水量分别为510吨和629吨，艇载武器则包括五具500毫米鱼雷发射管以及一门105毫米口径甲板炮。1918年3月15日，UB-106号在海试期间意外沉没，打捞上岸后改作训练艇职责，未能参与任何实战。战后，根据对德停战协定的要求，该艇于1918年11月26日被引渡至英国哈维奇正式向协约国投降，后遭遗弃至法尔茅斯附近海滩，并自1921年起就地拆解报废。

## 设计
UB-106号是汉堡布洛姆与福斯船厂承建的第三批次（UB-103至UB-117号）UB-III型潜艇的四号艇，由德意志帝国海军潜艇监察局于1917年2月6日订购，至同年7月21日下水。其全长55.30米，舷宽5.80米。艇体采用双壳体结构，水面及水下排水量分别为510吨和629吨，浮起时的吃水深度为3.70米。由于无需像UC-II型艇那样提供水雷布设装置，设计工程师对潜艇舷弧进行了优化，增大了司令塔体积，配备两具潜望镜，司令塔与控制室之间增加一道水密舱壁。这些改进显著提高了潜艇的水下机动性和生存力。为了达到更高的航速，UB-106号采用两台猛狮-伏尔铿六缸四冲程550匹公制馬力（405千瓦特）柴油机用于水面运行，以及两台394匹公制馬力（290千瓦特）的西门子-舒克特电动发电机用于水下航行；水面最高航速13.3節（24.6每小時），水下7.5節（13.9每小時）；能够在水面以6節（11每小時）航速续航7,420海里（13,740），或以4節（7.4每小時）连续在水下航行55海里（102）而无需充电。
UB-106号的主武器为五具500毫米艇艏鱼雷发射管，其中艇艏四具采用层叠式布局分居两侧、艇艉一具，并可搭载合共10枚G6型鱼雷。辅助武器则是一门105毫米45倍径速射炮。其标准船员编制为3名军官加31名水兵。

## 服役历史
1918年3月15日，UB-106号在曾历任UC-1、UB-16、UC-71和UC-69号艇长、经验丰富的海军中尉胡戈·蒂尔曼的指挥下正式入役，随即展开海试。但在海试期间，该艇于3月15日在基尔附近（52°42′N 10°9′E / 52.700°N 10.150°E）的一次潜航事故中意外沉没，造成艇内35名官兵全数遇难。其艇体于三天后才打捞上岸，并在新任艇长、海军中尉马克斯·施密特的指挥下进行大修，继而投入基尔潜艇学校担任训练艇，未能参与任何实战。战后，根据对德停战协定的要求，UB-106号于1918年11月24日被引渡至英国哈维奇正式向协约国投降。落入英国人手中后，它与另外五艘德国U艇一同被拖到法尔茅斯，供英国皇家海军在法尔茅斯湾进行一系列爆炸试验，以找出它们设计中的弱点。试验结束后，UB-106号于1921年1月13日被英国海军部遗弃在法尔茅斯附近海滩（50°8′44″N 5°3′57″W / 50.14556°N 5.06583°W），并于同年4月19日作价125英镑售予拆船商R·罗斯凯利与罗杰斯（R. Roskelly & Rodgers）。在接下来的数十年间，UB-106号有部分艇体被打捞上岸，但仍有部分留在原地。

## 脚注
1. ↑  Rössler，第66頁.
2. 1 2  Helgason, Guðmundur. . German and Austrian U-boats of World War I - Kaiserliche Marine - Uboat.net.   [2022-05-31].
3. 1 2 3 4  Gröner 1991，第25-30頁.
4. 1 2  Helgason, Guðmundur. . German and Austrian U-boats of World War I - Kaiserliche Marine - Uboat.net.   [2015-03-09].
5. ↑  Helgason, Guðmundur. . German and Austrian U-boats of World War I - Kaiserliche Marine - Uboat.net.   [2015-03-09].
6. ↑  陈进，第239頁.
7. 1 2  Dodson & Cant，第50–52, 99, 129頁.